# Château de Châteauvieux (Cuisia)
 (octobre 2018).
Si vous disposez d'ouvrages ou d'articles de référence ou si vous connaissez des sites web de qualité traitant du thème abordé ici, merci de compléter l'article en donnant les références utiles à sa vérifiabilité et en les liant à la section « Notes et références ».
Le château de Châteauvieux est situé à Cuisia, dans le département du Jura.

## Description

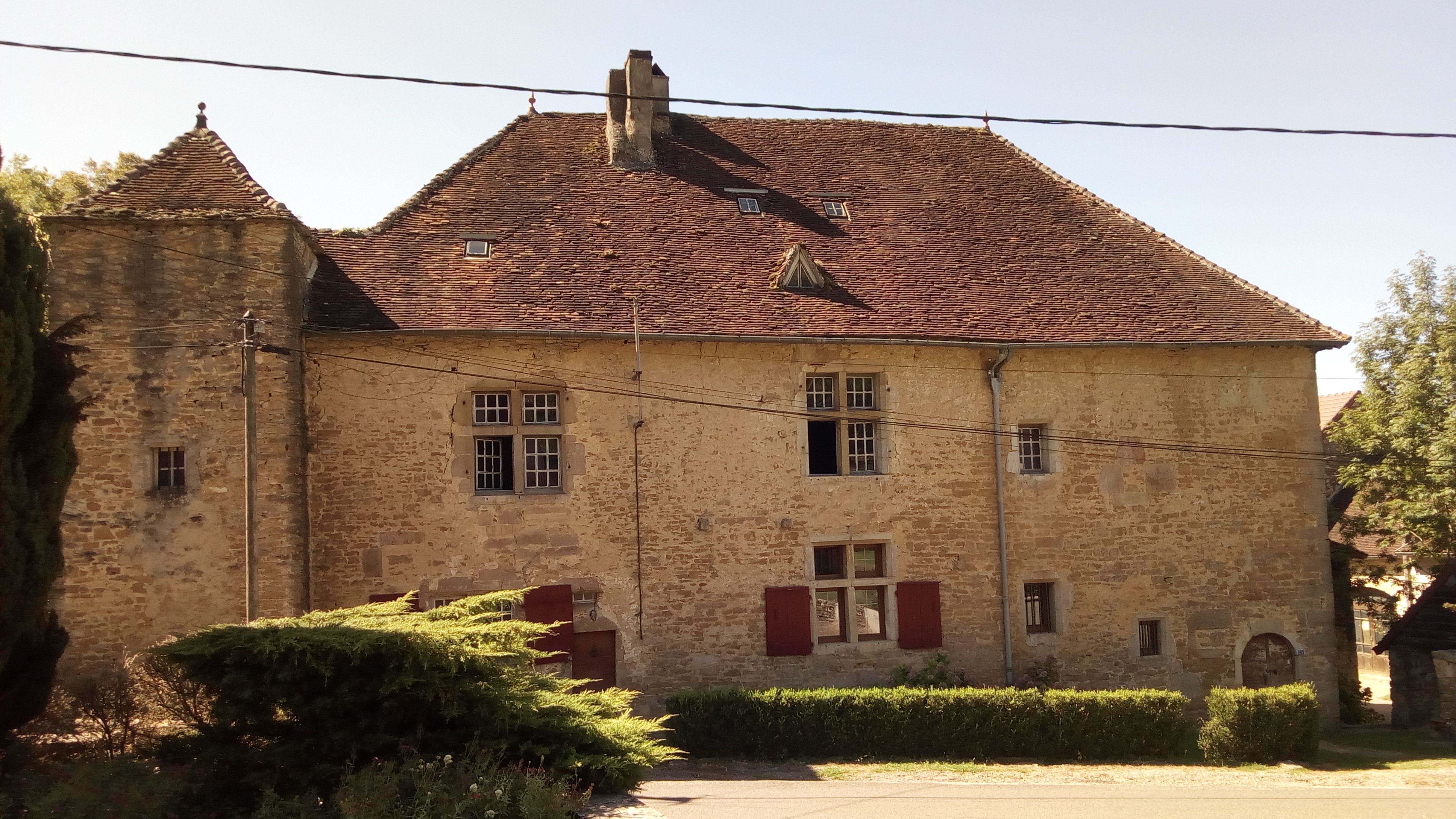
Massif corps de logis cantonné de deux tours de défense.

Construite à l'origine pour surveiller le grand chemin qui menait les marchands des foires de Chalon-sur-Saône à Genève, en passant par Orgelet et Saint-Claude, cette maison forte, vassale de la baronnie de Chevreaux, a été transformée et agrandie au cours des siècles du XIVe siècle jusqu'à nos jours.
Le colossal logis en pierre de 19 mètres de long pour 12 de large, est encore protégé de nos jours par deux tours de défense dotées de très nombreuses fentes de tir tant pour l'arquebuse que pour le mousquet, et même pour le petit canon de campagne.
Bâti à l'origine sur trois niveaux, les combles ainsi que le troisième étage semblent avoir été entièrement brûlés par les Français en 1637, en même temps que sa forteresse suzeraine, le château de Chevreaux.
Délaissé depuis de nombreuses années, il est en cours de restauration depuis 2014.

## Histoire
Le château de Châteauvieux dépendait de la baronnie de Chevreaux, apanage de la Maison de Vienne. En témoigne encore une taque de cheminée mi-partie de Vienne & de Vergy datant du XVIe siècle, représentant les armes de Guillaume de Vienne, baron de Chevreaux (mort en 1548 ; issu des Vienne-Ruffey), marié le 20 juin 1544 à Chrétienne de Vergy d'Autrey (morte en 1566).

Armes d'alliance de Guillaume de Vienne : « parti : au 1er de gueules à l'aigle d'or, qui est de Vienne ; au de gueules à trois quintefeuilles d'or, qui est de Vergy ».